# محمد الشريف (حكم كرة قدم)
محمد الشريف، حكم كرة قدم سعودي دولي سابق.
و قد حكم في كأس الخليج 1996، وقد أدار مباراة منتخب الكويت لكرة القدم ومنتخب البحرين لكرة القدم في 16 أكتوبر 1996.
أول حكم خليجي يحكم في كاس الخليج ثلاثه مباريات في دوره واحده في عمان 1996